# Bebi Dol
Bebi Dol (Serbiska: Беби Дол), ibland Baby Doll är artistnamnet för den serbiska sångerskan Dragana Šarić. Hon föddes den 2 oktober 1962 i Belgrad i Serbien.

## Eurovision Song Contest 1991
Bebi Dol representerade dåvarande Jugoslavien i Eurovision Song Contest 1991 med bidraget "Brazil" som slutade på plats 21 med ett enda poäng tilldelat från Malta. Jugoslavien fick därmed sin sämsta placering någonsin i tävlingen. Dessförinnan hade Bebi Dol vunnit den nationella uttagningen Jugovizija i Sarajevo. Hon vann med 68 poäng, endast 2 poäng före tvåan Daniel.
Bebi Dol hade skrivit låten själv tillsammans med Zoran Vracević, som komponerade den. Bidragets dirigent i 1991 års tävling var Slobodan Marković. Babi Dols bidrag var först ut på scen i tävlingen av totalt 22 framföranden. Före varje framträdande spelades en video upp där artisten framförde en känd italiensk låt. Bebi Dol hade tilldelats låten Non ho l'età med Gigliola Cinquetti, som hade framfört den minuterna innan då hon och den andra programledaren Toto Cutugno hade introducerat årets tävling med de låtar som de vunnit tidigare tävlingar med. Bebi Dol kom att bli den sista artisten någonsin att representera SFR-Jugoslavien i Eurovision Song Contest innan kriget bröt ut och landet splittrades senare samma år.
Trots Bebi Dols låga placering i tävlingen blev "Brazil" en stor hit i Jugoslavien och rättigheterna såldes även till Grekland, Italien och Beneluxländerna. En anledning till att låten endast fick en 21:a plats i tävlingen påstås vara på grund av de politiska spänningarna i Jugoslavien vid tävlingstillfället. Bara två dagar innan tävlingen inträffade Borovo Selo-massakern, där 12 kroatiska polismän och 3 serber miste livet. Under en presskonferens i samband med massakern hade Bebi Dol fått många känsliga och obekväma frågor angående den politiska situationen i Jugoslavien. Men det finns också andra förklaringar till Bebi Dols låga placering; man hade bland annat skrivit om texten i hennes låt och ändrat det instrumentala arrangemanget så att det inte längre lät som det bidrag som hon vann med i Sarajevo. Under repetitionerna innan tävlingen fanns inte heller hela orkestern på plats och delar av bidraget och dess arrangemang kunde inte övas in.
Med på scen fanns, förutom Bebi Dol, körsångerskorna Kristina Kovač och Aleksandra Kovač samt dansarna Marija Mačić-Tarlać, W-Ice och Ranka.

## Övrigt
2004 gjorde Bebi Dol comeback i den inhemska serbiska versionen av Eurovision Song Contest, Beovision.

## Diskografi

### Studioalbum
- Ruže i krv (1983)
- Ritam srca (1995)
- Ljuta sam (2002)
- Čovek rado izvan sebe živi / It's a man's man's man's world (2006)

### Livealbum
- Veče u pozorištu (2007)

### Singlar
- "Mustafa" / "Na planeti uzdaha" (1981)
- "Rudi" (1983)
- "Inšalah" / "Ruža na dlanu" (1986)
- "Prove To All" / "How Good Not To Love" (1986)
- "Brazil" (1990)